# Hans-Dieter Arntz

Hans-Dieter Arntz (2008)

Hans-Dieter Arntz (* 24. Juni 1941 in Königsberg) ist ein ehemaliger Gymnasiallehrer und deutscher Regionalhistoriker. Seit 1975 erforscht er zeitgeschichtliche Fragestellungen des Rheinlandes mit dem Schwerpunkt Eifel und nördliche Voreifel.

## Biographie
Arntz besuchte in Bonn das staatliche Beethoven-Gymnasium und studierte nach dem Abitur an den Universitäten Bonn und Köln Sozialwissenschaften, Soziologie, Psychologie und Erziehungswissenschaft. Seine Pensionierung erfolgte als Oberstudienrat im Juni 2006 nach 40-jähriger Lehrtätigkeit in der Kreisstadt Euskirchen.
Arntz veröffentlicht vor allem in historischen Jahrbüchern sowie Tageszeitungen und hält Vorträge. Seine Bücher konzentrieren sich auf die rheinische Landeskunde sowie Zeitgeschichte und befassen sich hauptsächlich mit dem Nationalsozialismus, der Judenverfolgung und dem Kriegsende 1944/45.
Er gab Empfehlungen zur Benennung von Straßen und Errichtung von Mahnmalen, die an die Opfer des Holocaust und des Zweiten Weltkrieges erinnern.
Wegen seiner deutsch-jüdischen Versöhnungsarbeit, die u. a. in Form der Besorgung von Nachweisen zur Vervollständigung von Rentenbescheiden, der Zusammenführung jüdischer Familien und Organisation von Treffen mit ehemaligen jüdischen Bürgern des Rheinlandes erfolgte, erhielt Arntz nationale und internationale Auszeichnungen.
1986 veröffentlichte Arntz das Buch Ordensburg Vogelsang 1934–1945 – Erziehung zur politischen Führung im Dritten Reich, das die als Ordensburgen bezeichneten Kaderschmieden des Nationalsozialismus am Beispiel von Vogelsang thematisiert.
Sein Hauptwerk ist die regionalhistorische Dokumentation Judenverfolgung und Fluchthilfe im deutsch-belgischen Grenzgebiet. Hier wurden u. a. Gerichtsakten exemplarischer Synagogenbrand-Prozesse und bisher unbekannte Fluchthelfer-Organisationen dargestellt, die bis 1943/44 Flüchtlinge über die Grüne Grenze brachten. 
Wegen seiner jahrzehntelangen „deutsch-jüdischen Versöhnungsarbeit“ – z. B. in Form von Vorträgen, Publikationen, Initiativen zur Benennung von 16 Denkmälern und Straßen etc. – wurde Hans-Dieter Arntz von dem regionalen Radiosender Euskirchen als „Mensch des Jahres 2015“ vorgestellt.
Das 2012 veröffentlichte Werk Der letzte Judenälteste von Bergen-Belsen beinhaltet die Biographie von Josef Weiss und dokumentiert erstmals als Gesamtdarstellung einen respektierten „KZ-Judenältesten“. Die Holocaust-Forschung kannte bisher keinen „Funktionshäftling“, der nachweislich so „würdig in einer unwürdigen Umgebung“ blieb. Das 710 Seiten starke Werk des Autors fand auch international große Beachtung und wurde zur Grundlage einer besonderen Ehrung: Im Mai 2024 wurde der Protagonist Josef Weiss posthum in Israel durch einen international sehr beachteten Staatsakt geehrt. Das B’nai B’rith World Center und Keren Kayemeth LeIsrael würdigten während der Holocaust-Gedenkzeremonie seinen „Heldenmut als jüdischer Retter“. In Anwesenheit von Ministern, Botschaftern und Politikern fand der Festakt im „Märtyrerwald“ von Jerusalem, der weltweit größten Holocaust-Gedenkstätte statt.
Ergänzend zu den inzwischen mehr als 1.000 Online-Artikeln auf seiner Homepage und mehreren Fernsehauftritten konnte Hans-Dieter Arntz mit seinem im Jahr 2023 erschienenen Buch Flucht der Juden über die Grüne Grenze (1933–1944) – Schlepper, Fänger und Retter im deutsch-belgischen Grenzgebiet ein derzeit aktuelles Thema problematisieren. Die Zeitschrift der NS-Dokumentationsstätte Aachen „Wege gegen das Vergessen“ (1/2023) konstatierte: „Das Werk überzeugt durch seine inhaltsspezifische Quantität, welche in Bezug auf das Thema Fluchthilfe im Aachener Grenzgebiet unerreicht ist.“ Der Autor gehörte auch im November 2023 zu den 5 Preisträgern des Helmut A. Crous Geschichtspreises (Aachen) und erhielt die „Anerkennungsurkunde in der Kategorie Privatforscher“.

## Werke
- Religiöses Leben der Kölner Juden im Ghetto von Riga. Nach den Erinnerungen von Karl Schneider, in: Jahrbuch des Kölnischen Geschichtsvereins e. V.: Nr. 53 (1982) S. 127 - 152.ISSN: 0341-9320 eISSN: 2198-0675
- Die Kuchenheimer Judengemeinde, in: Cuchenheim 1084-1984. Bd. 2 (Naturwissenschaftliche und Historische Beiträge). Veröffentlichung des Vereins der Geschichts- und Heimatfreunde des Kreises Euskirchen e. V., A-Reihe, Bd. 14.2, 1984, S. 415–432.
- Wir in Flamersheim. Ein heimatkundliches Begleitbuch für das Treffen mit ehemaligen jüdischen Mitbürgern (21.–24. Juni 1984), Kümpel, 1. und 2. Auflage Euskirchen 1984
- JUDAICA – Juden in der Voreifel, Kümpel, Euskirchen 1983; 3., überarbeitete Auflage 1987, ISBN 3-9800787-0-1
- Kriegsende 1944/1945 – Zwischen Ardennen und Rhein, Kümpel, Euskirchen 1984, 3., ergänzte Auflage 1986, ISBN 3-9800787-1-X
- Ordensburg Vogelsang 1934–1945. Erziehung zur politischen Führung im Dritten Reich, Kümpel, Euskirchen 1986, ISBN 3-935221-69-X; 6., überarbeitete und erweiterte Auflage: Helios, Aachen 2010, ISBN 978-3-86933-018-1
- Judenverfolgung und Fluchthilfe im deutsch-belgischen Grenzgebiet, Kümpel, Euskirchen 1990, ISBN 3-9800787-6-0
- Kriegsende 1944/1945 im Altkreis Euskirchen, Kümpel, Euskirchen 1994; 2., erweiterte Auflage 1995. ISBN 3-9802996-4-3
- Kriegsende 1944/1945 im Altkreis Schleiden, Kümpel, Euskirchen 1995, ISBN 3-9802996-6-X
- Ordensburg Vogelsang – Im Wandel der Zeiten, Helios, Aachen 2007, ISBN 978-3-938208-51-9
- Kriegsende – Durch die Voreifel zum Rhein, Helios, Aachen 2007, ISBN 978-3-938208-61-8
- Vogelsang. Geschichte der ehemaligen NS-Ordensburg, Helios, Aachen 2008, ISBN 978-3-938208-71-7
- Hans-Dieter Arntz: Ordensburg Vogelsang 1934–1945, In: Deutschland-Archiv. Drittes Reich. Dokumente. Archiv-Verlag, Braunschweig 2008 (Loseblatt-Sammlung)
- Reichskristallnacht. Der Novemberpogrom 1938 in der Eifel und Voreifel, Helios, Aachen 2008, ISBN 978-3-938208-69-4
- Isidors Briefe. Über die Korrespondenz eines Juden aus Euskirchen, Helios, Aachen 2009, ISBN 978-3-86933-007-5
- Der letzte Judenälteste von Bergen-Belsen. Josef Weiss – würdig in einer unwürdigen Umgebung, Helios, Aachen 2012, ISBN 978-3-86933-082-2
- Flucht der Juden über die Grüne Grenze (1933–1944) – Schlepper, Fänger und Retter im deutsch-belgischen Grenzgebiet, Kid Verlag, Bonn 2023, ISBN 978-3-949979-19-4

## Auszeichnungen
- Ehrenplakette der Stadt Euskirchen (1978)
- Janusz-Korczak-Medaille/Israel (1984)
- Bundesverdienstkreuz (1985)
- Rheinlandtaler (1992)
- Obermayer German Jewish History Award/USA (2009)[10]
- Verdienstorden des Landes Nordrhein-Westfalen (2015)